# Rhacochelifer quadrimaculatus
Espèce
Synonymes
- Chelifer quadrimaculatus Tömösváry, 1882

Rhacochelifer quadrimaculatus est une espèce de pseudoscorpions de la famille des Cheliferidae.

## Distribution
Cette espèce se rencontre en Slovaquie et en Hongrie.

## Publication originale
- Tömösváry, 1882 : A Magyar fauna álskorpiói. Magyar Tudományos Akadémia Matematikai és Természettudományi Közlemények, vol. 18, p. 135-256.